# James David Forbes
James David Forbes (Edimburgo, 20 de abril de 1809 — 31 de dezembro de 1868) foi um físico escocês. É conhecido por ser o inventor do sismógrafo, em 1842.
Forbes estudos na Universidade de Edimburgo, onde foi professor a partir de 1833. Pesquisou principalmente nas áreas de condução térmica, sismologia e glaciologia.

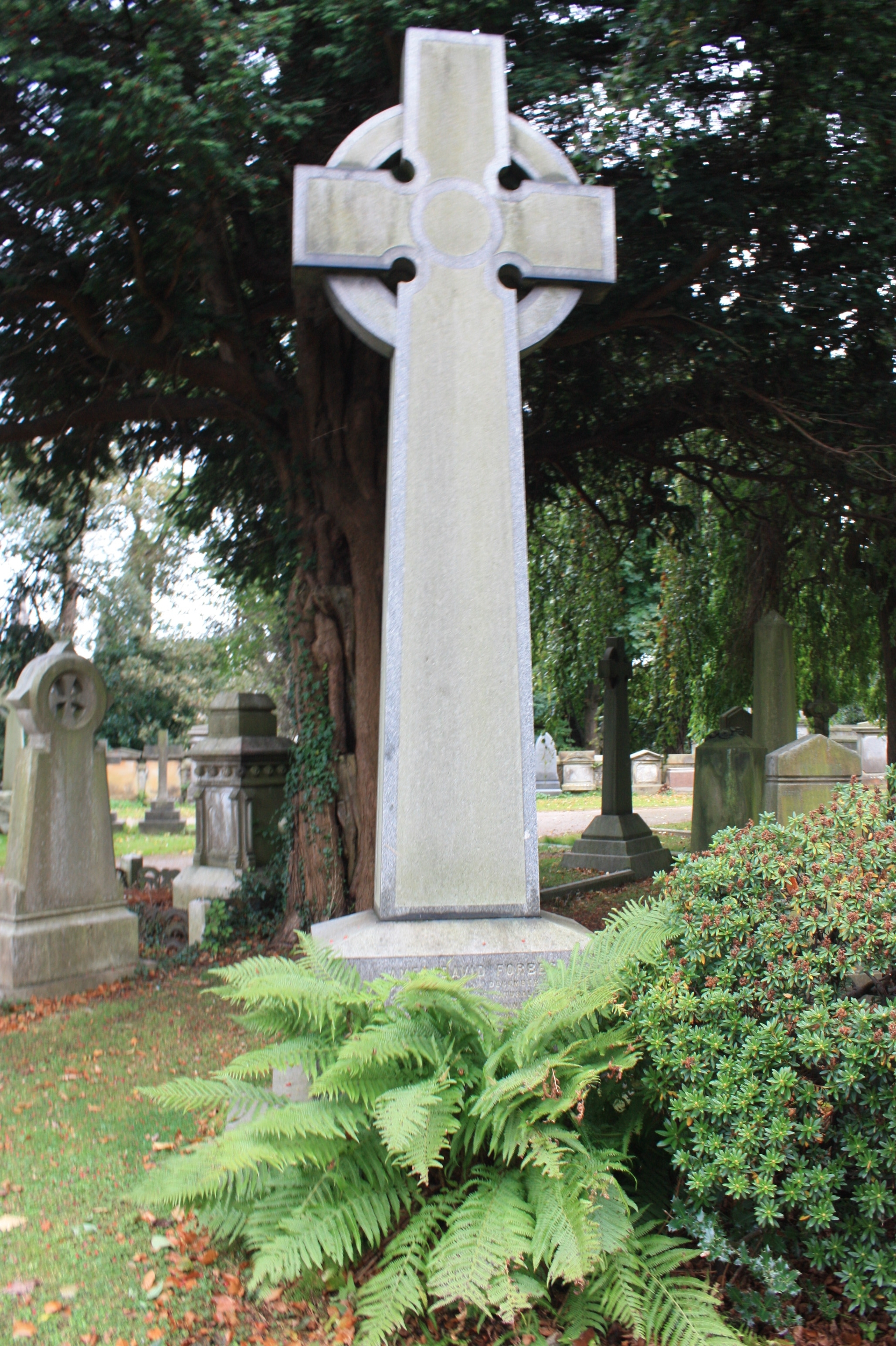
Sepultura no Cemitério de Dean

Com a idade de 19 anos foi membro da Sociedade Real de Edimburgo, e em 1832 foi eleito membro da Royal Society, que lhe concedeu em 1838 a Medalha Rumford e em 1843 a Medalha Real.

## Obras
- Travels through the Alps of Savoy and Other Parts of the Pennine Chain, with Observations on the Phenomena of Glaciers, 1843
- Karte des Eismeeres von Chamouni, 1845
- Norway and its Glaciers, 1853
- Review of the progress of mathematical and physical science, 1858
- Occasional Papers on the Theory of Glaciers, 1859
- A Tour of Mont Blanc and Monte Rosa, 1855